# Giuseppe Colombo
Giuseppe Colombo  (Padova, 1920. október 2. – Padova, 1984. február 20.) olasz matematikus, asztrofizikus, mérnök és tudós. Beceneve Bepi Colombo.

## Életpálya
1944-ben a Pisai Egyetemen matematikából szerzett diplomát. A Padovai Egyetemen asszisztens, majd docens. Az Alkalmazott Mechanikai Tanszéken 1955-ben egyetemi tanár. 1962-től az Alkalmazott Mechanikai Intézet igazgatója. Az egyetemen előadásokat tartott, kutatási munkákat végzett (mechanikai rezgések, égi mechanika, űrkutatás, rakétatechnika). Több nemzetközi intézet vendégprofesszora.

## Kutatási területei
- 1972-1973 között a Merkúr megközelítésére új módszert számított (spin-pálya csatolás). A műholdra egy gradiométert javasolt, a műszer a műhold három irányú gyorsulását nagy pontossággal méri, ennek adataiból (a műhold apró gyorsulásaiból és lassulásaiból) következtettek a Merkúr gravitációs mezejére. Számításai, az alkalmazandó űrtechnológia fejlesztésére gyakorolt hatást. A Mariner–10 űrszonda számításait felhasználva, első esetben alkalmazva a gravitációs hintamanővert jutott a Merkúrhoz.
- Jelentősen hozzájárult a Szaturnusz gyűrűinek megismeréséhez.
- Részt vett a Giotto űrszonda tervezésében, hogy a lehető legegyszerűbben érje el a Halley-üstököst.

## Szakmai sikerek
- Tagja volt a nemzeti és több nemzetközi akadémiának.
- Kiemelkedő tudományos teljesítményének elismeréseként elnyerte a NASA aranyérmét.
- A 10 387 számú aszteroidát róla nevezték el.
- A BepiColombo programot nevére keresztelték.